# Timbaland Presents Shock Value
Timbaland Presents Shock Value of kortweg Shock Value is het tweede soloalbum van de Amerikaanse producer Timbaland.

## Achtergrond
Het album werd op 30 maart 2007 uitgebracht. Het album bevat gastoptredens van vele bekende artiesten, zoals Justin Timberlake, Nelly Furtado, 50 Cent en Nicole Scherzinger maar ook van non-hiphopartiesten als Fall Out Boy en The Hives. Zijn doel met dit album was het domineren van de hitlijsten. 31 juli 2007 kwam een instrumentale versie van Shock Value uit op iTunes.
De uit Fort Worth afkomstige rapper Six-Two werd ook naar Miami gehaald om mee te rappen op het album en mee te schrijven aan de teksten maar alle tracks waaraan hij heeft meegeschreven en waar hij op meedeed, met uitzondering van “Release” (met Justin Timberlake), werden niet toegelaten op het album of de vocalen werden opnnieuw gedaan. Terwijl Six-Two wel vermeld staat in het boekje van het album wordt hij echter verkeerd vermeld, er staat Craig Longmile in plaats van Craig Longmiles. Terwijl hij in Miami was heeft hij ook meegeschreven aan de Pussycat Dolls' nummer 1-hit Wait a Minute.
Timbaland gebruikte voor het openingsnummer "Oh Timbaland" een sample van de negrospiritual "Sinnerman", die in 1965 bekend werd door een vertolking van Nina Simone.

## Singles
De eerste single van het album was Give It to Me met Nelly Furtado en Justin Timberlake. Deze single is op 6 februari 2007 uitgebracht. De tweede single is The Way I Are met Keri Hilson. Een ander nummer, Throw It on Me, samen met The Hives werd alleen in Australië uitgebracht. De vierde single was Apologize met OneRepublic. Op de website van Timbaland kon gestemd worden op Release, Scream, Miscommunication en One and Only als de volgende single. Maar omdat Scream al airplay begon te krijgen op de Amerikaanse radiostations, werd deze single de vijfde single van Shock Value.

## Tracklist
1. "Oh Timbaland" - 3:29
2. "Give It to Me" (met Nelly Furtado & Justin Timberlake) — 03:54
3. "Release" (met Justin Timberlake) — 03:25
4. "The Way I Are" (met Keri Hilson & D.O.E.) — 02:59
5. "Bounce" (met Justin Timberlake, Missy Elliott & Dr. Dre) — 04:47
6. "Come & Get Me" (met 50 Cent & Tony Yayo) — 03:30
7. "Kill Yourself" (met Sebastian & Attitude) — 04:06
8. "Boardmeeting" (met Magoo) — 02:29
9. "Fantasy" (met Money) — 04:11
10. "Scream" (met Keri Hilson & Nicole Scherzinger) — 05:41
11. "Miscommunication" (met Keri Hilson & Sebastian) — 03:19
12. "Bombay" (met Amar & Jim Beanz) — 02:55
13. "Throw It on Me" (met The Hives) — 02:11
14. "Time" (met She Wants Revenge) — 03:57
15. "One & Only" (met Fall Out Boy) — 04:16
16. "Apologize" (Remix) (met OneRepublic) — 03:04
17. "2 Man Show" (met Elton John) — 04:25
18. "Hello" (met Keri Hilson & Attitude), Internationale bonustrack  — 04:35

### Deluxe editie
Shock Value is opnieuw uitgebracht met een tweede cd erbij:
1. "Laugh At 'Em" ("Give It To Me" Remix) (met Jay-Z en Justin Timberlake) — 03:20
2. "The Way I Are" (Timbaland vs. Nephew Remix/Rock Remix) — 03:50
3. "The Way I Are" (OneRepublic Remix) — 03:33
4. "The Way I Are" (Jatin's Desi Remix) — 03:20
5. "Come Around" (met M.I.A.), Engelse & Japanse bonustrack  — 04:35
6. "Give It to Me" (Music Video)
7. "The Way I Are" (Music Video)
8. "Throw It on Me" (Music Video)